# Forretningsplan
 Der er for få eller ingen kildehenvisninger i denne artikel, hvilket er et problem. Du kan hjælpe ved at angive troværdige kilder til de påstande, som fremføres i artiklen.

En forretningsplan er en plan for opstarten af en ny eller allerede opstartet virksomhed.
I en forretningsplan beskrives produktet, målgruppen, hvor mange penge der skal bruges til opstart, hvor pengene skal komme fra, og hvordan fremtiden forventes at se ud.
En forretningsplan skal primært ses som en checkliste før man starter op, så man får tænkt på det hele. Men kan også blive brugt til et allerede opstartet virksomhed, til f.eks. omstrukturering eller optagelse af nye forretningsområder.

## Eksterne links
- Gennemgang af forretningsplan Arkiveret 4. februar 2012 hos  Wayback Machine på startvaekst.dk

| Ledelse | Spire Denne artikel om ledelse i teori eller praksis er en spire som bør udbygges. Du er velkommen til at hjælpe Wikipedia ved at udvide den. |